# Bidwal
Bidwal fou un thikana tributària de l'estat de Dhar. Els governants eren rajputs rathors del clan Fatehsingot. Fou fundada pel thakur Fateh Sinbgh, germà petit del raja Ratan Singh de Ratlam.
El 1886 va pujar al tron un menor, Jaswanth Singh (nascut el 1881). El títol va passar el 1952 al seu net (fill de thakur Sahib Dule Singh), de nom Prithviraj Sigh.